# النفيسية
النفسية فرقة شيعية منقرضة كانت تعتقد بأن الإمام علي الهادي قد أوصى لابنه محمد بن علي الهادي ونصبه له إماماً ونصه على اسمه وعينه ،  ثم أوصى محمد بن علي الهادي إلى أخيه جعفر بن علي الهادي ، « إن الإمامة لجعفر بوصية نفيس إليه عن محمد أخيه ، وأنكروا وصية الحسن العسكري وقالوا : لم يوصِ إليه أبوه ولا غير وصيته إلى محمد ابنه  » .